# Chapelle Saint-Donat de Strivay
Pour les articles homonymes, voir Saint-Donat.
La chapelle Saint-Donat est un édifice religieux catholique  classé situé dans le village de Strivay (section de Plainevaux) faisant partie de la commune de Neupré en province de Liège (Belgique).

## Situation
La chapelle se situe au début d'une rue étroite en cul-de-sac (la ruelle Louis) se raccordant à la rue Strivay (en face du no 78) dans le village de Strivay. Le château-ferme de Strivay, autre bien faisant partie du même classement, se situe à quelques dizaines de mètres plus à l'est.

## Historique
La chapelle est érigée en 1830 aux frais de M. Libert. En 1874, M. Dayeneux, le nouveau propriétaire, en fait don à l’administration communale de Plainevaux. Un agrandissement de la chapelle est réalisé en 1884. Le 12 octobre 1912, l'édifice est rattaché à la paroisse Sainte-Barbe de Plainevaux.  Une restauration est terminée en 2004. La décoration du fronton semi-circulaire de la façade est réalisée par Émilie Collard à la suite d'un concours par « appel à projet citoyen » et posée le 7 juillet 2021.

## Architecture
La chapelle est un édifice rectangulaire long d'une vingtaine de mètres. Elle est bâtie en brique et se compose d'une seule nef de deux travées percées de baies cintrées, prolongée par un chœur à chevet plat possédant aussi deux baies cintrées et terminé par une sacristie. Le soubassement ainsi que les différents encadrements des baies sont réalisés en pierre calcaire. La façade est uniquement percée par la porte d'entrée cintrée avec pilastres et imposte surmontée d'un fronton semi-circulaire orné d'un assemblage de 35 céramiques émaillées représentant le cercle solaire de l’ancien fronton (évoquant Dieu le Père) et les quatre éléments : l'eau, la terre, l'air et le feu. Le clocheton carré pourvu d'abat-sons est surmonté d'une double croix en fer forgé sous une toiture pyramidale recouverte d'ardoises.

## Classement
Le château-ferme et la chapelle Saint-Donat (façades et toitures) ainsi que les murs d'enceinte, n°s 77-79 et l'ensemble formé par le château-ferme, la chapelle et leurs abords sont classés depuis le 30 novembre 1989 et repris sur la liste du patrimoine immobilier classé de Neupré. 